# Изабелла Орлеанская (1878—1961)
Изабелла Мария Лаура Мерседес Фердинанда  (фр. Isabelle Marie Laure Mercédès Ferdinande d'Orléans; 7 мая 1878, Э, Франция — 21 апреля 1961, Лараш, Марокко) — принцесса Орлеанская, после замужества герцогиня де Гиз.

## Биография
Дочь Луи-Филиппа, графа Парижского, орлеанистского претендента на трон Франции, и его жены Марии Изабеллы Орлеанской, инфанты испанской.
Изабелла родилась и провела детство во Франции. В возрасте восьми лет, вслед за установлением Третьей республики, вместе с семьей переехала в Великобританию, а затем в Испанию. Повзрослев, Изабелла стала очень привлекательной девушкой. Самым видным из её поклонников был будущий король Бельгии Альберт I, но он был вынужден отказаться от помолвки, так как его дядя король Леопольд II не желал портить отношения с Французской республикой связью с принцессой из опальной семьи.
В 1899 году Изабелла вышла замуж за своего двоюродного брата — принца Жана Орлеанского (1874—1940), сына Роберта, герцога Шартрского и Франсуазы Орлеанской. После этого принцесса и её муж получили от её брата — претендента на французский трон Филиппа Орлеанского — титул герцогини и герцога де Гиз. У супругов родилось четверо детей:
- Изабелла (1900—1983), в первом браке — за Бруно, графом д’Аркур, во втором — за принцем Пьером Мюратом;
- Франсуаза (1902—1953), вторая супруга греческого принца Христофора;
- Анна (1906—1986), супруга Амадея Савойского, герцога Аостского;
- Анри (1908—1999), орлеанистский претендент на трон Франции под именем Генриха VI.

В течение нескольких лет пара жила то в Париже, то в своих владениях в Ле-Нувьон-ан-Тьераш. В 1909 году супруги отправились в Марокко, где и обосновались годом позже под именем д’Орлиак. Они приобрели в регионе Лараш владение — «дворец герцогини де Гиз» (сегодня «Отель Рияд») и обширные земли. Только в 1926 году, после смерти брата Изабеллы, её супруг стал главой Орлеанского дома, и они вернулись в Европу. Семья поселилась в Бельгии, откуда они руководили действиями своих французских сторонников с помощью Шарля Мора и «Аксьон франсез». В то время как её муж проводил политические приёмы, Изабелла занималась благотворительностью. С началом Второй мировой войны супруги вернулись в Марокко, год спустя умер её муж Жан. Изабелла продолжала благотворительную деятельность, навещая нуждающихся, она управляла созданным ею приютом для бедных детей.
Благодаря хорошим отношениям между Орлеанским домом и королевской семьей Марокко принцесса с семьей получила разрешение остаться в стране после принятия независимости. Изабелла скончалась в 1961 году.